# Лопес, Брайан
Бра́йан Ба́кстер Арро́йо Ло́пес (исп. Brian Baxter Arroyo López; род. 24 февраля 1985, Мехико, Мексика) — мексиканский хоккеист. Игрок сборной Мексики по хоккею с шайбой.

## Биография
Родился 24 февраля 1985 года в столице Мексики, Мехико. В инлайн-хоккей играть начал с 1994 года. Воспитанник юношеской команды мексиканской лиги «Сан-Херонимо Осос», где тренировался под руководством российского тренера Валерия Афанасьева уже на льду. В 2001 году был на просмотре в ЦСКА, сыграл несколько матчей за дубль клуба в товарищеских встречах. В июле 2001 года вслед за своим тренером переехал в Харьков, где занимался в детско-юношеской спортивной школе «Дружба»-78. С 2002 по 2004 год сыграл за взрослую команду в трёх чемпионатах Украины. В 2004 году был на просмотре в российском клубе «Спартак» (Санкт-Петербург), американских клубах «Финикс Роудраннерс», «Корпус-Кристи Рэйз», «Тексаркана Бандитс». В сезоне 2004/05 был в составе одной из команд молодежной лиги США NA3HL. Тренировался также в финском ХИФК, минской «Юности», питерском «Комбате».
С 2005 по 2008 год играл за «Сан-Херонимо» в высшей лиге Мексики. В 2007 году также был в составе эстонской команды «Вялк»-494, но матчей за нее не играл. С 2008 по 2010 год выступал в третьей по силе финской лиге за команды «Лауттакюлян Луя» и «Кеттеря». В сезоне 2010/11 сыграл 12 матчей за киевский «Компаньон-Нафтогаз». В 2012 году вернулся в Мексику, где открыл хоккейную школу. С 2012 по 2016 год — игрок клубов мексиканской высшей лиги.
В сборной Мексики дебютировал в 2006 году во втором дивизионе чемпионата мира по хоккею с шайбой. В 2013 году стал лучшим снайпером турнира, забросив 9 шайб, заняв 6-е место в гонке бомбардиров по системе гол плюс пас, был признан лучшим нападающим турнира. Всего принимал участие в 10 розыгрышах первенства планеты. Дважды выступал в квалификации к Олимпийским играм, также трижды выступал на Панамериканском хоккейном турнире.